# Eduard Jan Dijksterhuis
Eduard Jan Dijksterhuis (Tilburgo, 28 de outubro de 1892 — De Bilt, 18 de maio de 1965) foi um historiador da ciência neerlandês.

## Obras
- 1938 - Archimedes
- 1950 - Mechanisering van het wereldbeeld - (English translation: The Mechanization of the World Picture, published in 1961)
- 1952 - Betekenis van de wis- en natuurkunde voor het leven en denken van Blaise Pascal
- 1970 - Simon Stevin - (English translation: Simon Stevin: Science in the Netherlands around 1600)
- 1990 - Clio's stiefkind